# Видин (община)
Ви́дин (болг. Община Видин) — община в Болгарії. Входить до складу Видинської області. Населення становить 65 727 осіб (станом на 15 березня 2016 р.). Адміністративний центр громади — однойменне місто.